# 河田一郎
河田 一郎（かわた いちろう、1924年 - ）は、日本のプロボクサー。大阪市出身。元日本ウェルター級チャンピオン。オール拳（現：オールボクシングジム）所属。戦後の初代ウェルター級王者である。
1921年9月デビュー。1947年9月1日、後の名王者秋山政司との王座決定戦に勝ち、戦後の初代ウェルター級チャンピオンとなる。1949年4月29日、辰巳八郎に判定負け、タイトルを奪われた。1951年に引退。

## 通算戦績
33戦14勝（5KO）10敗8引分け1EX